# Битка код Бадра
Битка на Бедру (арап. غزوة بدر‎) вођена је 13. марта 624. године између муслимана из Медине предвођених Мухамедом са једне стране и Курејшита из Меке предвођених Абу Џехлом са друге. Завршена је муслиманском победом.

## Битка
Мухамед је 622. године напустио Меку и, са својим присталицама, прешао у оазу Јасриб. Отворени сукоби са Меканцима отпочели су као пљачкашки препади муслимана на караване из Меке. У Медини је владала прилична оскудица откад се број житеља повећао. Меканци су морали да интервенишу. Прву велику победу Мухамед је извојевао 624. године код Бедра, на 120 km југозападно од Медине. Бројчана надмоћ била је на страни Меканаца којих је било око 900 док је муслимана било око 300. У бици је погинуо и најупорнији Мухамедов противник, Абу Џехл.